# Maes Cool
Maes Cool is een voormalig Belgisch blond bier met een lage gisting en een alcoholpercentage van 5,7 %. 
Het werd diepgekoeld tijdens het brouwen en was gebaseerd op de Maes Pils. Het werd ijskoud geserveerd.
Het werd gebrouwen in de Brouwerij Maes in Waarloos en kwam op de markt in 1996.